# Cratere Moody
Moody  è un cratere sulla superficie di Mercurio.